# Tomasz Duklanowski
Tomasz Duklanowski (ur. 1972) – polski dziennikarz, działacz opozycji demokratycznej w PRL; w latach 2002–2004 oraz 2012 redaktor naczelny Dziennika Stargardzkiego; w latach 2012–2016 redaktor naczelny kilku redakcji powiatowych; od 2017 reporter w Radiu Szczecin; w latach 2021–2023 redaktor naczelny Radia Szczecin,  jeden z pierwszych obok Dariusza Mateckiego rozpowszechnił informacje o sprawie molestowania seksualnego, którego ofiarą padł Mikołaj Filiks.

## Życiorys

### Pochodzenie
Jego ojciec Zbigniew Duklanowski działał w NSZZ „Solidarność”, był aresztowany w stanie wojennym jako jeden z przywódców strajku w Stoczni Szczecińskiej, trafił do aresztu na kilka miesięcy, podczas procesu prokurator zażądał 7 lat więzienia. Jego stryj Leszek Duklanowski i stryjeczny brat Marek Duklanowski byli członkami Konfederacji Polski Niepodległej, gdy w 2003 partia rozpadła się, przeszli do PiS.

### PRL
W PRL Tomasz Duklanowski działał w Ruchu Wolność i Pokój. Latem 1988 w wieku 16 lat wziął udział w ulicznym happeningu szczecińskich wipowców z „Tygodnikiem Solidarność”. Kolportował niezależne wydawnictwa i ulotki oraz wydawał pismo WiP Ad Vocem. Był wielokrotnie zatrzymywany przez Służbę Bezpieczeństwa. W kwietniu 1989 był siedemnastoletnim uczestnikiem Marszu Wielkanocnego, zorganizowanego przez Wolność i Pokój i uczestnikiem kilkunastogodzinnego strajku głodowego w Szczecinie po masakrze na placu Tian’anmen w Pekinie. Jego miasto rodzinne to Szczecin, gdzie ukończył studia na Uniwersytecie Szczecińskim na kierunku socjologia zachowań ludzkich. Od młodych lat był osobą głęboko religijną, będąc chrześcijaninem.

### Lata 90. i 2000.
W 1990 roku rozpoczął pracę w „Gazecie Wyborczej”, gdy jej naczelnym był Piotr Niemczyk, również członek Ruchu Wolność i Pokój. W Gazecie Wyborczej pracował krótko, przez  kilka miesięcy. Zwolnił go nowy naczelny (od lipca 1990 roku) Jerzy Sawka. Następnie został zatrudniony w redakcji solidarnościowego, związkowego pisma „Jedność”. Co najmniej dwukrotnie został zwolniony za brak dziennikarskiej rzetelności: najpierw przez Annę Więckowską-Machay z „Kuriera Szczecińskiego”, a po 1996 z „Życia” Tomasza Wołka za ujawnienie historii uprowadzonej ośmioletniej dziewczynki, wobec której wysunięto groźby przemocy w razie ujawnienia sprawy w mediach. Następnie pracował w kilku lokalnych redakcjach powiatowych.

### Pierwsza, druga dekada XXI w.

#### „Dziennik Stargardzki”
Od 2002 roku pracował w „Dzienniku Stargardzkim” (gazecie o zasięgu powiatowym, wydawanej przez Marka Słomskiego), gdzie pod koniec swojej pracy był redaktorem naczelnym. Jego styl prowadzenia gazety określany był za tabloidowy i sensacyjny. Miała  wówczas profil anty-SLD. W sierpniu 2004 roku w redakcji wybuchł konflikt, część osób opowiedziała się przeciwko niemu, jeden z dziennikarzy (Marcin Rumiński) włamał się do jego prywatnej korespondencji na komunikatorze Gadu-Gadu. Gdy dowiedział się o tym, doszło między nimi do rękoczynów na terenie redakcji. Po tym incydencie wyszedł z redakcji i więcej się nie pojawił. Następnie wyjechał do Londynu, gdzie pracował fizycznie m.in.  dostawca pizzy.

#### Reporter Radia Szczecin, „Dziennik Stargardzki”, inne redakcje
W 2010 został reporterem Radia Szczecin. W tym samym roku stracił pracę w tej redakcji, według relacji jego ówczesnej przełożonej Anety Łuczkowskiej za nierzetelność i manipulację w jednym z materiałów. W 2012 był ponownie naczelnym „Dziennika Stargardzkiego”. Jego publikacje na temat „przekrętów wspólnoty mieszkaniowej” i „grupy przestępczej terroryzującej wieś pod Stargardem” doprowadziły do tego, że zniszczono mu samochód w garażu podziemnym. Twierdził wówczas, że już piąty raz w jego życiu ktoś przebił mu opony. W 2012 rozpoczął działalność gospodarczą przez wydawanie „Tygodnika Pyrzyckiego”, dwa lata później „Tygodnika Dębna” i „Gazety Myśliborskiej”, a następnie „Tygodnika Barlinka”. W wywiadzie dla sdp.pl powiedział, że robi gazety sensacyjne, bliskie tabloidom. W 2016 jego „Gazeta Myśliborska” opublikowała okładkę ze zdjęciem starosty Arkadiusza Janowicza z PSL i widokiem celownika z karabinu snajperskiego na środku jego głowy. Dwa lata później Radio Szczecin, w którym już pracował, informowało, że policja tę sprawę umorzyła.

#### Powrót do Radia Szczecin
W 2017 w wieku 45 lat został ponownie przyjęty do pracy w Radiu Szczecin za reportera przez prezesa zarządu radia Artura Kubaja. W lutym 2018,  reporter Radia Szczecin poleciał do Afryki  z grupą 10. księży i świeckich podczas akcji „Piórnik i cukierek dla szkoły w Kipsing”, zawożąc do Kenii 600 w pełni wyposażonych piórników i ubrania. Był  reporterem Radia Szczecin na misjach m.in. w Kenii i na Madagaskarze, organizując zbiórki m.in. na kościół, szkołę, a także rzeczy pierwszej potrzeby dla mieszkańców Afryki. W 2019 był autorem materiałów, w których pacjenci zarzucali marszałkowi Senatu Tomaszowi Grodzkiemu, że przyjmował od nich łapówki. W styczniu 2020 Tomasz Grodzki zagroził Tomaszowi Duklanowskiemu (tak jak i innym redakcjom powtarzającym te informacje) procesami karnymi, po czym wytoczył mu proces o zniesławienie z prywatnego aktu oskarżenia. W warszawskim sądzie w 2022 odbyła się rozprawa pojednawcza w procesie, sądowe posiedzenie pojednawcze nie doprowadziło do ugody. Podczas rozprawy pojednawczej pełnomocnik marszałka Tomasza Grodzkiego, Jacek Dubois, zaproponował ugodę, która miałaby polegać na przeproszeniu Tomasza Grodzkiego przez Tomasza Duklanowskiego. Oskarżony Tomasz Duklanowski odrzucił tę propozycję i podtrzymał swoją ocenę o słuszności opublikowanych przez niego materiałów.

### Trzecia dekada XXI w.

#### Wicenaczelny, naczelny Radia Szczecin
W styczniu 2020 Tomasz Duklanowski awansował na wicenaczelnego Radia Szczecin. W czerwcu 2020 senator Stanisław Gawłowski złożył przeciw Tomaszowi Duklanowskiemu pozew z powództwa cywilnego, zarzucając nierzetelność relacji sądowych Duklanowskiego. W czerwcu 2022 Sąd Okręgowy w Szczecinie nakazał Radiu Szczecin przeproszenie na głównej internetowej stronie posła Sławomira Nitrasa za zamieszczenie tekstu zatytułowanego Nitras należy do gangu morderców stoczni. Jest niepełnosprawny intelektualnie autorstwa Tomasza Duklanowskiego z 11 października 2019, podczas kampanii wyborczej do polskiego parlamentu. W lutym 2021 Tomasz Duklanowski został redaktorem naczelnym Radia Szczecin, zastępując na tym stanowisku Przemysława Szymańczyka.

#### Publikacje dotyczące Mikołaja Filiksa i reperkusje
29 grudnia 2022 na stronie Radia Szczecin Tomasz Duklanowski opublikował materiał, w którym ujawnił, że w 2021 Krzysztof F., pełnomocnik marszałka województwa zachodniopomorskiego ds. zwalczania uzależnień, a także polityk Platformy Obywatelskiej, został prawomocnie skazany przez sąd na karę czterech lat i dziesięciu miesięcy pozbawienia wolności i odbywa karę. W tym samym momencie doniesienia te opublikował portal TVP Info (także „Głos Szczeciński”), podkreślając w nagłówku że „ofiarami [były] dzieci znanej parlamentarzystki”.
Sąd utajnił opisane przez Tomasza Duklanowskiego postępowanie, żeby chronić ofiarę pedofila. W publikacji Tomasza Duklanowskiego znalazły się informacje (wiek ofiar, informacje o działalności politycznej ich matki), przez które można było zidentyfikować ofiarę. Po publikacji Radia Szczecin, która równolegle obiegła inne media powiązane z rządem PiS, internetowi hejterzy ustalili, że chodzi o Mikołaja Filiksa, syna Magdaleny Filiks, posłanki Platformy Obywatelskiej i rozpoczęli publikację nienawistnych wpisów pod jego adresem. To mogło pogłębić traumę Mikołaja Filiksa i przyczynić się do jego samobójczej śmierci 17 lutego 2023.
Sprawa śmierci Mikołaja Filiksa i działań Tomasza Duklanowskiego stała się przedmiotem debaty publicznej w Polsce. W wywiadzie dla „Gazety Polskiej”, dla której pisał Duklanowski, ukazały się fragmenty wywiadu z 12 marca 2023 na portalu Niezalezna.pl, gdzie powiedział: nie ujawniłem danych ofiar pedofila, uzasadniając to w wywiadzie oraz, że jako pierwszy podał te informacje Tomasz Terlikowski. Poza tym stwierdził: kłamstwo to krąży do dzisiaj i jest powielane przez internet, media, różnych polityków, w tym działaczy Platformy Obywatelskiej. Tymczasem, jak powiedział w wywiadzie, nic takiego nie miało miejsca, jedyną rzeczą, którą ujawnił, było to, że poszkodowani to dzieci znanej parlamentarzystki, nie posłanki, tylko parlamentarzystki. Nie napisał według wywiadu, że to członkini Platformy Obywatelskiej, nie napisał, z jakiego okręgu zasiada w parlamencie. Gazeta Wyborcza napisała o manipulacjach Tomasza Duklanowskiego w związku z wywiadem udzielonym przez niego dla „Gazety Polskiej”, twierdząc, że „wywiad zawiera fałszywe tezy”. Duklanowski w opublikowanym tekście nie wyraził ubolewania ani współczucia z powodu tragedii Mikołaja Filiksa, a stwierdził, że została wszczęta kampania przeciwko niemu.
W marcu 2023 ponad dziewięćset dziennikarzy i dziennikarek zabrało głos w sprawie samobójczej śmierci Mikołaja Filiksa, „przeciw kłamstwu mediów rządowych” i „w celu okazania solidarności z Magdą Filiks”. Pod listem podpisali się niemal wszyscy redaktorzy naczelni (lub ich zastępcy) największych dzienników, tygodników, portali, stacji radiowych i telewizyjnych w Polsce. Sygnatariusze listu napisali o „skandalicznym naruszeniu zasad etyki dziennikarskiej” i wyrazili nadzieję, że dojdzie do „ukarania osób odpowiedzialnych za rażące złamanie podstawowych reguł naszego zawodu. W szczególności mamy tu na myśli redaktora naczelnego Radia Szczecin Tomasza Duklanowskiego, autora pierwszego materiału, który rozpoczął tragiczną w skutkach nagonkę na posłankę [Magdalenę] Filiks i jej najbliższych, ale także inne osoby, które brały i wciąż biorą udział w tym procederze”. Ponad 1500 osób podpisało się pod petycją w sprawie odebrania Tomaszowi Duklanowskiemu Krzyża Kawalerskiego Orderu Odrodzenia Polski nadanego przez prezydenta RP Andrzeja Dudę. 28 marca 2023 wrócił na antenie Radia Szczecin do pracy nad tematami politycznymi, nie poniósł żadnych konsekwencji za materiał pozwalający na identyfikację ofiary pedofila. W tym samym miesiącu co najmniej trzech dziennikarzy zakończyło pracę w Radiu Szczecin w związku z aferą Duklanowskiego. W listopadzie 2023 złożył rezygnację z funkcji redaktora naczelnego Radia Szczecin. 
Radio Szczecin oskarżyło Tomasza Duklanowskiego o przywłaszczenie sprzętu należącego do rozgłośni, w tym laptopa, rejestratora dźwięku, dwóch telefonów komórkowych i trzech innych urządzeń o łącznej wartości ok. 18 tys. zł, a także wniosło o zwrot trzymiesięcznych poborów z powodu niewypełnienia przez niego obowiązku pracy w okresie wypowiedzenia. W styczniu 2024 mec. Rafał Wiechecki, pełnomocnik Radia Szczecin, złożył do prokuratury zawiadomienie w tej sprawie. Wiosną tego samego roku wydział pracy Sądu Rejonowego Szczecin – Centrum orzekł, że redaktor porzucając stanowisko złamał prepisy prawa pracy i nakazał mu zwrot 42 tys. zł nienależnych poborów z odsetkami oraz ponieść 4,4 tys. zł kosztów procesu z odsetkami. W połowie grudnia 2024 komornik zajął rachunek bankowy Duklanowskiego na poczet zasądzonej grzywny. 
Ten sam adwokat poinformował prokuraturę, iż ustalił, że pod koniec września 2024 Duklanowski przebywał w Polsce. W grudniu 2024 policja pod nadzorem Prokuratury Rejonowej Szczecin-Niebuszewo poszukiwała dziennikarza celem ustalenia jego miejsca pobytu oraz zatrzymania i przymusowego doprowadzenia "w celu realizacji czynności procesowych z jego udziałem" po nakazaniu przez sąd kontynuacji, wcześniej zawieszonego z powodu nieudolnych poszukiwań, śledztwa przeciwko byłemu naczelnemu.
Skutkiem publikacji była także kontrola w rozgłośni przeprowadzona przez Urząd Ochrony Danych Osobowych zakończona stwierdzeniem systemowego braku procedur ochronnych wobec danych osobowych bohaterów publikacji radiowych, co było wbrew prawu prasowemu. W styczniu 2025 Prezes UODO ukarał finansowo stację grzywną w wysokości 57 tys. zł. W połowie marca 2025 pełnomocnik stacji zapowiedział rozpatrzenie wszczęcia postępowania regresywnego mającego doprowadzić do odzyskania od byłego naczelnego nałożonej na radio grzywny. 

#### Emigracja do Afryki
Na przełomie listopada i grudnia 2023 Tomasz Duklanowski wyjechał z Polski do Kenii w Afryce.  

## Odznaczenia, wyróżnienia
- Krzyż Kawalerski Orderu Odrodzenia Polski nadany przez Prezydenta RP Andrzeja Dudę „za wybitne zasługi w działalności na rzecz przemian demokratycznych w Polsce” (2022)[1][5][53][54]
- Nagroda Watergate przyznawana za publikacje z zakresu dziennikarstwa śledczego przez Stowarzyszenie Dziennikarzy Polskich za cykl publikacji dotyczących marszałka Senatu Tomasza Grodzkiego (2020)[1][6]
- Nagroda Róży św. Teresy (za szczególne zaangażowanie na rzecz misji przyznana przez Archidiecezjalną Komisję Misyjną i Papieskie Dzieła Misyjne w Szczecinie) (2020)[14]
- Nominacja do tytułu „Dziennikarz 2017” w XXVII edycji Konkursu Dziennikarskiego organizowanego przez Stowarzyszenie Dziennikarzy Rzeczypospolitej Polskiej „Pomorze Zachodnie” przy współpracy Oddziału Stowarzyszenia Dziennikarzy Polskich w Szczecinie (2018)[55]